# 딜런 스프레이베리
딜런 스프레이베리(Dylan Sprayberry, 1998년 7월 7일 ~ )는 미국의 배우이다.

## 출연 작품
- 레프트 비하인드: 남겨진 시대 (2016)
- 틴 울프 시즌5 (2015)
- 맨 오브 스틸 (2013)
- 셔플 (2011)
- 베드룸 (2010)
- 리컨실리에이션 (2009)
- 올드 독스 (2009)
- 로스트 랜드: 공룡 왕국 (2009)
- 삭커 맘 (2008)